# 楊原澄
楊原澄，山西平陽府謝州人，清朝政治人物、進士出身。

## 生平
順治三年，登進士，授兵部主事，升任兵部郎中。順治十一年，升任广东按察使司佥事、屯田盐法水利道。